# Pontus Jansson
Pontus Sven Gustav Jansson, noto come Pontus Jansson (Arlöv, 13 febbraio 1991), è un calciatore svedese, difensore del Malmö FF.

## Carriera

### Club
Firma un contratto con il Malmö FF nella massima divisione, Allsvenskan, valido fino al 2014.
Fino all'inverno 2010 gioca soprattutto nel ruolo centrale e attaccante. Nei minuti finali contro il GAIS, a marzo, fa il suo debutto da difensore centrale. 
Ha collezionato 17 partite nel corso del campionato 2010, di cui 14 dall'inizio. Poi il Malmö FF inseguiva un pareggio nelle partite contro il Mjällby e il Kalmar, così Jansson è subentrato nelle fasi finali nella sua originale posizione come attaccante.
Il 14 settembre 2009 ha fatto il suo debutto nella serie maggiore, Allsvenskan, in trasferta contro il Djurgårdens IF allo Stockholms Stadion. L'incontro si chiuse con la vittoria per 2-1 del Malmö FF.
Il 24 aprile 2014, il Torino ufficializza l'ingaggio del giocatore a partire dall'agosto seguente, acquistandolo a parametro zero.
Il 30 aprile 2016, nella partita Udinese-Torino 1-5, Jansson segna il suo primo gol in Serie A al 12° del primo tempo, sbloccando la partita.
Nell'agosto 2016, si trasferisce in prestito con obbligo di riscatto, fissato a 4 milioni di euro, al Leeds United, squadra militante nella Championship inglese.

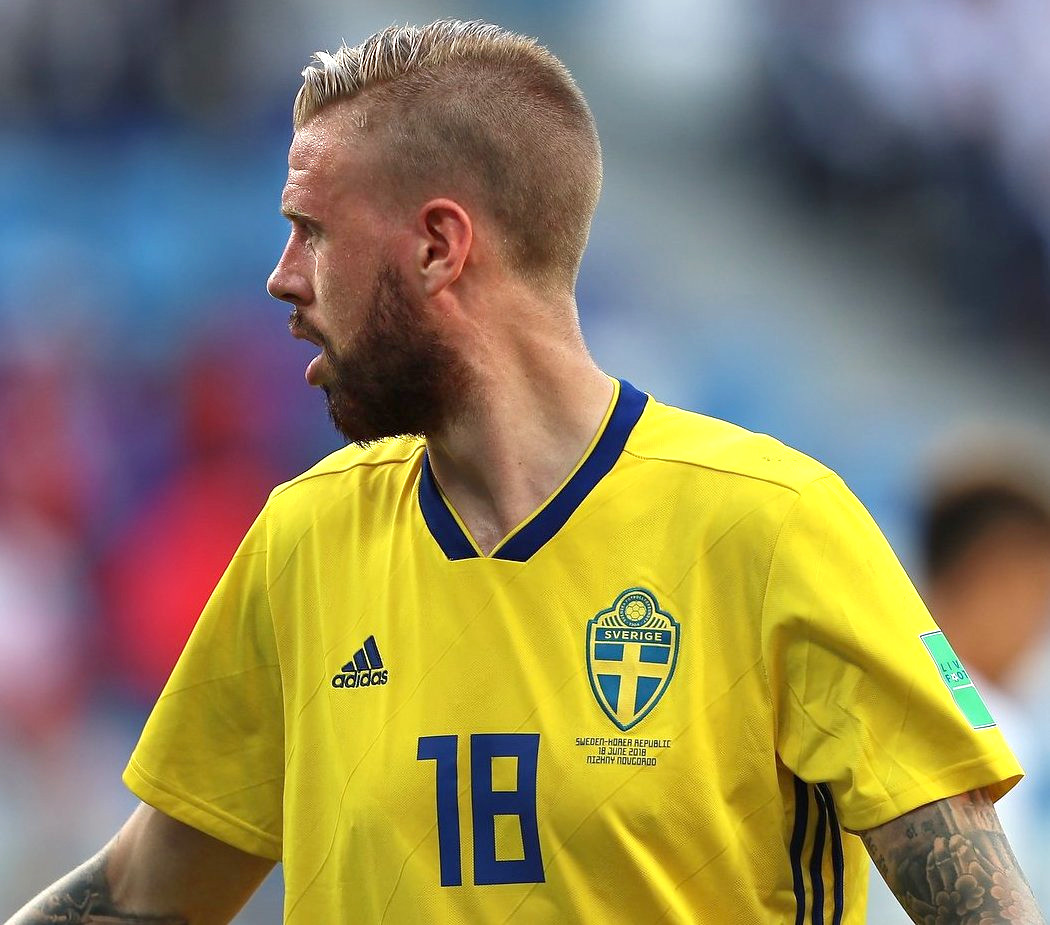
Pontus Jansson con la maglia della Svezia nel 2019.

L'8 luglio 2019, Jansson viene ceduto a titolo definitivo al Brentford, sempre in Championship, con cui firma un contratto triennale. Nominato capitano poco dopo il suo arrivo al club, il difensore guida le Bees alla promozione in Premier League nella stagione 2020-2021, in seguito alla vittoria finale nei play-off.
Nell'aprile del 2023, il Brentford annuncia la cessione di Jansson al Malmö FF, sua squadra d'origine, una volta terminata la stagione, salutando così il giocatore dopo quattro anni. L'annuncio viene ripreso anche dallo stesso club scandinavo, con cui il difensore firma un contratto valido fino al 2027. Scende in campo a partire da luglio, una volta riaperta la finestra estiva del calciomercato svedese. Con il club vince sia l'Allsvenskan 2023 che l'Allsvenskan 2024, edizione quest'ultima in cui viene eletto difensore dell'anno dell'intero torneo.

### Nazionale
Dopo aver giocato nella nazionale giovanile, ha esordito con la nazionale svedese il 18 gennaio 2012 in occasione dell'amichevole contro il Bahrein.
Viene convocato per gli Europei 2016, per i Mondiali 2018 e per gli Europei 2020, questi ultimi disputati in realtà nel 2021 a causa della pandemia di COVID-19.
L'11 agosto 2021 annuncia (dopo 27 presenze in 9 anni senza reti segnate) il proprio ritiro dalla nazionale.

## Statistiche

### Presenze e reti nei club
Statistiche aggiornate al 22 aprile 2019.
| Stagione         | Squadra          | Campionato       | Campionato | Campionato | Coppe nazionali | Coppe nazionali | Coppe nazionali | Coppe continentali | Coppe continentali | Coppe continentali | Altre coppe | Altre coppe | Altre coppe | Totale | Totale |
| Stagione         | Squadra          | Comp             | Pres       | Reti       | Comp            | Pres            | Reti            | Comp               | Pres               | Reti               | Comp        | Pres        | Reti        | Pres   | Reti   |
| ---------------- | ---------------- | ---------------- | ---------- | ---------- | --------------- | --------------- | --------------- | ------------------ | ------------------ | ------------------ | ----------- | ----------- | ----------- | ------ | ------ |
| 2009             | Malmö            | A                | 2          | 0          | SC              | 0               | 0               | -                  | -                  | -                  | -           | -           | -           | 2      | 0      |
| 2010             | Malmö            | A                | 18         | 1          | SC              | 2               | 0               | -                  | -                  | -                  | -           | -           | -           | 20     | 1      |
| 2011             | Malmö            | A                | 15         | 2          | SC              | 2               | 0               | UCL+EL             | 6+5                | 1+0                | -           | -           | -           | 28     | 3      |
| 2012             | Malmö            | A                | 30         | 1          | SC              | 0               | 0               | -                  | -                  | -                  | -           | -           | -           | 30     | 1      |
| 2013             | Malmö            | A                | 25         | 1          | SC              | 4               | 0               | EL                 | 6                  | 0                  | -           | -           | -           | 35     | 1      |
| gen-giu. 2014    | Malmö            | A                | 9          | 1          | SC              | 5               | 0               | UCL                | 0                  | 0                  | -           | -           | -           | 14     | 1      |
| Totale Malmö     | Totale Malmö     | Totale Malmö     | 99         | 6          |                 | 13              | 0               |                    | 17                 | 1                  |             | -           | -           | 129    | 7      |
| 2014-2015        | Torino           | A                | 9          | 0          | CI              | 1               | 0               | UEL                | 6                  | 0                  | -           | -           | -           | 16     | 0      |
| 2015-2016        | Torino           | A                | 7          | 1          | CI              | 2               | 0               | -                  | -                  | -                  | -           | -           | -           | 9      | 1      |
| Totale Torino    | Totale Torino    | Totale Torino    | 16         | 1          |                 | 3               | 0               |                    | 6                  | 0                  |             | -           | -           | 25     | 1      |
| 2016-2017        | Leeds United     | FLC              | 34         | 3          | FACup+CdL       | 1+1             | 0               | -                  | -                  | -                  | -           | -           | -           | 36     | 3      |
| 2017-2018        | Leeds United     | FLC              | 42         | 3          | FACup+CdL       | 0+1             | 0               | -                  | -                  | -                  | -           | -           | -           | 43     | 3      |
| 2018-2019        | Leeds United     | FLC              | 37         | 3          | FACup+CdL       | 0+2             | 0               | -                  | -                  | -                  | -           | -           | -           | 39     | 3      |
| Totale Leeds Utd | Totale Leeds Utd | Totale Leeds Utd | 113        | 9          |                 | 5               | 0               |                    | -                  | -                  |             | -           | -           | 118    | 9      |
| Totale carriera  | Totale carriera  | Totale carriera  | 227        | 16         |                 | 21              | 0               |                    | 23                 | 1                  |             | -           | -           | 271    | 17     |

### Cronologia presenze e reti in nazionale
| Cronologia completa delle presenze e delle reti in nazionale ― Svezia | Cronologia completa delle presenze e delle reti in nazionale ― Svezia | Cronologia completa delle presenze e delle reti in nazionale ― Svezia | Cronologia completa delle presenze e delle reti in nazionale ― Svezia | Cronologia completa delle presenze e delle reti in nazionale ― Svezia | Cronologia completa delle presenze e delle reti in nazionale ― Svezia | Cronologia completa delle presenze e delle reti in nazionale ― Svezia | Cronologia completa delle presenze e delle reti in nazionale ― Svezia |
| Data                                                                  | Città                                                                 | In casa                                                               | Risultato                                                             | Ospiti                                                                | Competizione                                                          | Reti                                                                  | Note                                                                  |
| --------------------------------------------------------------------- | --------------------------------------------------------------------- | --------------------------------------------------------------------- | --------------------------------------------------------------------- | --------------------------------------------------------------------- | --------------------------------------------------------------------- | --------------------------------------------------------------------- | --------------------------------------------------------------------- |
| 18-1-2012                                                             | Doha                                                                  | Bahrein                                                               | 0 – 2                                                                 | Svezia                                                                | Amichevole                                                            | -                                                                     | 79’ 86’                                                               |
| 14-11-2012                                                            | Solna                                                                 | Svezia                                                                | 4 – 2                                                                 | Inghilterra                                                           | Amichevole                                                            | -                                                                     |                                                                       |
| 23-1-2013                                                             | Chiang Mai                                                            | Corea del Nord                                                        | 1 – 1 (1 – 4 dtr)                                                     | Svezia                                                                | Amichevole                                                            | -                                                                     |                                                                       |
| 26-1-2013                                                             | Chiang Mai                                                            | Finlandia                                                             | 0 – 3                                                                 | Svezia                                                                | King's Cup                                                            | -                                                                     | 46’                                                                   |
| 17-1-2014                                                             | Abu Dhabi                                                             | Moldavia                                                              | 1 – 2                                                                 | Svezia                                                                | Amichevole                                                            | -                                                                     | 76’ 78’                                                               |
| 21-1-2014                                                             | Abu Dhabi                                                             | Islanda                                                               | 0 – 2                                                                 | Svezia                                                                | Amichevole                                                            | -                                                                     | 83’                                                                   |
| 18-11-2014                                                            | Marsiglia                                                             | Francia                                                               | 1 – 0                                                                 | Svezia                                                                | Amichevole                                                            | -                                                                     | 87’                                                                   |
| 30-5-2016                                                             | Malmö                                                                 | Svezia                                                                | 0 – 0                                                                 | Slovenia                                                              | Amichevole                                                            | -                                                                     | 46’                                                                   |
| 11-11-2016                                                            | Saint-Denis                                                           | Francia                                                               | 2 – 1                                                                 | Svezia                                                                | Qual. Mondiali 2018                                                   | -                                                                     |                                                                       |
| 15-11-2016                                                            | Budapest                                                              | Ungheria                                                              | 0 – 2                                                                 | Svezia                                                                | Amichevole                                                            | -                                                                     | 87’                                                                   |
| 25-3-2017                                                             | Solna                                                                 | Svezia                                                                | 4 – 0                                                                 | Bielorussia                                                           | Qual. Mondiali 2018                                                   | -                                                                     |                                                                       |
| 28-3-2017                                                             | Funchal                                                               | Portogallo                                                            | 2 – 3                                                                 | Svezia                                                                | Amichevole                                                            | -                                                                     | 46’                                                                   |
| 13-6-2017                                                             | Oslo                                                                  | Norvegia                                                              | 1 – 1                                                                 | Svezia                                                                | Amichevole                                                            | -                                                                     | 70’                                                                   |
| 27-3-2018                                                             | Craiova                                                               | Romania                                                               | 1 – 0                                                                 | Svezia                                                                | Amichevole                                                            | -                                                                     | cap.                                                                  |
| 2-6-2018                                                              | Solna                                                                 | Svezia                                                                | 0 – 0                                                                 | Danimarca                                                             | Amichevole                                                            | -                                                                     | 46’                                                                   |
| 18-6-2018                                                             | Nižnij Novgorod                                                       | Svezia                                                                | 1 – 0                                                                 | Corea del Sud                                                         | Mondiali 2018 - 1º turno                                              | -                                                                     |                                                                       |
| 7-7-2018                                                              | Samara                                                                | Svezia                                                                | 0 – 2                                                                 | Inghilterra                                                           | Mondiali 2018 - Quarti di finale                                      | -                                                                     | 85’                                                                   |
| 6-9-2018                                                              | Praga                                                                 | Austria                                                               | 2 – 0                                                                 | Svezia                                                                | Amichevole                                                            | -                                                                     |                                                                       |
| 10-9-2018                                                             | Solna                                                                 | Svezia                                                                | 2 – 3                                                                 | Turchia                                                               | UEFA Nations League 2018-2019 - 1º turno                              | -                                                                     | cap.                                                                  |
| 16-10-2018                                                            | Solna                                                                 | Svezia                                                                | 1 – 1                                                                 | Slovacchia                                                            | Amichevole                                                            | -                                                                     |                                                                       |
| 7-6-2019                                                              | Solna                                                                 | Svezia                                                                | 3 – 0                                                                 | Malta                                                                 | Qual. Euro 2020                                                       | -                                                                     |                                                                       |
| 10-6-2019                                                             | Madrid                                                                | Spagna                                                                | 3 – 0                                                                 | Svezia                                                                | Qual. Euro 2020                                                       | -                                                                     |                                                                       |
| 18-11-2019                                                            | Solna                                                                 | Svezia                                                                | 3 – 0                                                                 | Fær Øer                                                               | Qual. Euro 2020                                                       | -                                                                     | cap. 90’                                                              |
| 5-9-2020                                                              | Solna                                                                 | Svezia                                                                | 0 – 1                                                                 | Francia                                                               | UEFA Nations League 2020-2021 - 1º turno                              | -                                                                     |                                                                       |
| 8-9-2020                                                              | Solna                                                                 | Svezia                                                                | 0 – 2                                                                 | Portogallo                                                            | UEFA Nations League 2020-2021 - 1º turno                              | -                                                                     |                                                                       |
| 11-10-2020                                                            | Zagabria                                                              | Croazia                                                               | 2 – 1                                                                 | Svezia                                                                | UEFA Nations League 2020-2021 - 1º turno                              | -                                                                     |                                                                       |
| 14-10-2020                                                            | Lisbona                                                               | Portogallo                                                            | 3 – 0                                                                 | Svezia                                                                | UEFA Nations League 2020-2021 - 1º turno                              | -                                                                     | 36’                                                                   |
| Totale                                                                |                                                                       | Presenze                                                              | 27                                                                    |                                                                       | Reti                                                                  | 0                                                                     |                                                                       |

## Palmarès

### Club

#### Competizioni nazionali
- Campionato svedese: 4

Malmo: 2010, 2013, 2023, 2024
- Coppa di Svezia: 1

Malmö: 2023-2024
- Supercoppa di Svezia: 1

Malmo: 2013